# معبد الشمس لأوسكارف
معبد الشمس كان معبدًا مصريًا قديمًا مكرسًا لعبادة إله الشمس رع، بناه الفرعون أوسركاف مؤسس الأسرة الخامسة في مصر في بداية القرن الخامس والعشرين قبل الميلاد. يقع معبد الشمس بين جنوب أهرامات أبوصير وشمال مدينة أبو غراب على بعد حوالي 15 كم (9.3 ميل) جنوب مدينة القاهرة. كان الاسم القديم للمعبد «نخن رع» والذي يعني «معقل رع». يتكون مجمع المعبد من عدة أجزاء أهمها المعبد الرئيسي المبني على تل منخفض يقع على حافة الصحراء، ويمكن الوصول إليه عبر جسر من معبد وادي يقع بالقرب من منطقة الزراعة ونهر النيل.

## التنقيب
اكتُشف معبد الشمس من قبل العالم كارل ريتشارد لبسيوس رئيس البعثة البروسية إلى مصر في عام 1842. لم يتعرف لبسيوس على معبد الشمس في البداية وقام بإدارجه في قائمته للأهرامات تحت الرقم السابع عشر. قام لبسيوس باستكشاف المعبد من سطحه الخارجي فقط. بدأت أولى عمليات الحفر للمعبد بعد ذلك بكثير (في عامي 1907 و 1913) تحت إشراف العالم الألماني لودفيج بورشاردت الذي كان يعمل بشكل أساسي في المقبرة الملكية القريبة في أبو صير. أما عمليات التنقيب الدقيقة في المعبد فلم تبدأ إلا بعد 40 عاما (بين عامي 1954 و 1957) وكانت هذه المرة بواسطة بعثة ألمانية سويسرية مشتركة بقيادة العالم الألماني هربرت ريك ونُشرت نتائجها في مجلدين.

## وصف المعبد

مخطط معبد الشمس في لأوسركاف

عُثر على المعبد مدمرًا بشدة بحيث كانت أي عملية لإعادة بناءه تعتبر مشكلة كبيرة. كان المعبد الرئيسي في الأصل يتألف من هيكل صلب كبير يشبه المصطبة مع سارية على قمته. يمكن تخمين ذلك من المراجع الموجودة في النصوص حيث تم تصوير المعبد على أنه مصطبة مع سارية. كان المعبد محاطًا بجدار، وقد بُنيت مصليتين صغيرتين أو مصليات قرابين على مدخله الرئيسي. كان كل مصلية (غرفة صلاة) تتكون من غرفة واحدة فقط. في مرحلة لاحقة أضيف على الهيكل الرئيسي ما يشبه المسلة. وأضيف مذبح أمام المبنى. شُيِّد المعبد على الأرجح في العام الخامس أو السادس من عهد الملك أوسركاف كما هو مذكور على حجر باليرمو. على الأرجح لم تبنى هذه المسلة في عهد أوسركاف، ولكن ربما في عهد أحد خلفائه وهو الملك نفر إر كا رع. يمكن استنتاج شكل المسلة من الأعلى من كتابة اسم المعبد في نصوص المملكة القديمة، فبدأً من عهد آخر ملك في الأسرة الخامسة أصبح الأسماء تُكتب دائما على المسلات. علاوة على ذلك، هناك أدلة أثرية مؤكدة على وجود هذه المسلة فقد عُثر على قطعة زاوية من الحافة العلوية للمسلة مصنوعة من الجرانيت. عُثر أيضاً على بقايا تمثالين على الأقل مصنوعة من الجرواق ومزينان بنقوش.
عُثر على معبد الوادي وكان مدمر بشدة أيضًا. كان على الأرجح ساحة مفتوحة بها أعمدة والعديد من المصليات في الخلف. عدد هذه المصليات غير معروف. كما عُثر في حطام المعبد على رأس حجري لملك على الأرجح أنه لأوسركاف. من المحتمل أن المعبد الحجري لم يبنى في عهد أوسركاف، ولكن ربما لاحقًا تحت حكم ني أوسر رع. لم يزين أي من المعبدين بأي نقوش أو رسومات، وربما من المحتمل أنها تعرضت للتلف مع تقادم الزمن.